# Burgstall Schäfstoß
Der hochmittelalterliche Burgstall Schäfstoß liegt etwa 300 Meter westlich des Weilers Schäfstoß (Gemeinde Horgau) im Landkreis Augsburg in Schwaben. Die ehemalige Wasserburg wurde im 14. Jahrhundert aufgegeben und ist heute bis auf Geländemerkmale verschwunden.

## Geschichte
Die Turmhügelburg (Motte) lag im Hochmittelalter neben einem Forsthof (Ostheim, später Schäfstoß) der Bischöfe von Augsburg. Eine Notgrabung des Arbeitskreises für Vor- und Frühgeschichte Augsburg (1964) im Bereich der Vorburg erbrachte Hinweise auf ein ziegelgedecktes Holzgebäude. Die Wälle der Vorburg scheinen nur durch Palisaden bewehrt gewesen zu sein. In dieser Schicht konnten Reste von etwa 50 hochmittelalterlichen Gefäßen geborgen werden.
Unter der Kulturschicht wurde ein bis zu 15 Zentimeter starker Brandhorizont aufgefunden. Darunter lag eine weitere Kulturschicht aus der mittleren Latènezeit vom 2. bis zum 3. Jahrhundert v. Chr. Neben einer Fibel bestand das Fundgut aus Keramikscherben dieser Epoche. Die ältesten Siedlungsspuren sind jedoch einer Freilandstation des Mesolithikums zuzuordnen.
Um 1400 gehörte der Burgplatz den Herren von Hasberg, welche den „Burkstall“ zusammen mit dem „Vorsthof zu Osthain“ an Bischof Burkhard von Ellerbach verkauften. Zu dieser Zeit war die Anlage bereits verlassen.
Das Hochstift Augsburg bildete aus den beiden Liegenschaften ein Landgut, das bis zur Säkularisation an verschiedene Lehensträger und Pächter vergeben wurde.
Wie vielen Bodendenkmälern wurde auch diesem Burgstall im 18. und 19. Jahrhundert ein „römischer“ Ursprung angedichtet. Der königlich bayerische Revierförster Grimm führte deshalb 1856/57 eine erste Grabung auf dem Burgareal durch. Grimm erkannte die hochmittelalterliche Zeitstellung der Erdwerke. Zahlreiche der aufgefundenen mittelalterlichen Dachziegel konnten angeblich noch verwendet werden. Neben einem Bleilöffel mit den Initialen I.G. fand der Ausgräber noch zwei Eisenobjekte, zu denen allerdings keine weitere Beschreibung überliefert ist.
Im nahen Kloster Oberschönenfeld hat sich eine Wappendarstellung  einer Familie von „Scheffstoß“ erhalten. Das „redende“ Wappen wurde bereits von Grimm in Zusammenhang mit dem Burgstall gebracht. In einem, von Wellen angestoßenen Kahn kniet eine weibliche Figur mit einer dreizackigen Krone.
1964 wurde das Bodendenkmal wegen des fortschreitenden Sandabbaues im Rahmen der erwähnten Notgrabung durch den Arbeitskreis für Vor- und Frühgeschichte Augsburg archäologisch untersucht.

## Beschreibung
Die Burgstelle liegt zwischen zwei Armen des Flüsschens Roth. Nach Osten schützte ein Abschnittsgraben die Veste.
Das Areal der Vorburg zeichnet sich noch teilweise deutlich durch seine leichte Erhöhung im Gelände ab und ist mit einigen alten Eichen und Kiefern bestanden. Der Kegel der ehemaligen Hauptburg im Westen (ca. 35 × 35 m) wurde nahezu vollständig zur Materialgewinnung abgegraben und eingeebnet.
Die Geländemerkmale deuten auf eine klassische hochmittelalterliche Turmhügelburg (Motte) hin, die wohl durch Wassergräben oder Sümpfe gesichert war.
Solche Holz/Erde-Burgen dienten meist den zahlreichen Ministerialengeschlechtern dieser Epoche als Ansitze. Während vergleichbare Anlagen in den Tälern oder in Ortslage nur sehr selten erhalten blieben (Burgstall Althegnenberg), finden sich im Augsburger Umland noch einige anschauliche Beispiele von Hochmotten auf Anhöhen oder Bergspornen (Burgstall Schlösslesberg, Burgstall Kissing, Burgstall Walleshausen u. a.) Häufig wurden die kleinen Talburgen im 13. Jahrhundert durch „standesgemäße“ Höhenburgen ersetzt, als sich die Dienstmannenfamilien endgültig im Niederadel etabliert hatten.
Das Bayerische Landesamt für Denkmalpflege verzeichnet das Bodendenkmal als Freilandstation des Mesolithikums, Siedlung der Latènezeit und mittelalterlicher Burgstall unter der Denkmalnummer D 7-7630-0012.